# Palpada scopanthus
Palpada scopanthus är en tvåvingeart som först beskrevs av Hull 1944.  Palpada scopanthus ingår i släktet Palpada och familjen blomflugor. Inga underarter finns listade i Catalogue of Life.